# Manlio Presel
Manlio Presel (Trieste, 25 agosto 1923 – Trieste, 12 marzo 2008) è stato un calciatore italiano, di ruolo difensore.

## Caratteristiche tecniche
Giocava come terzino. Era dotato di buona forza fisica.

## Carriera

### Club
Nipote di Ferruccio Presel, Manlio crebbe nella Triestina, nella cui prima squadra entrò nel 1942. Vista la presenza in rosa di difensori di maggior esperienza come Edy Gratton, Angelo Scapin e Aldo Ballarin, Presel ebbe poche occasioni di giocare tra i titolari della Triestina: di fatto disputò un solo campionato, la Divisione Nazionale 1945-1946, durante la quale partecipò al Campionato Alta Italia. Alternandosi con i compagni Gratton e Bressan nel ruolo di terzino, Presel assommò 17 presenze nell'allora massima serie italiana. Giocò poi in Serie B nella Pro Gorizia. Una volta conclusa l'esperienza nel calcio, divenne ragioniere e si dedicò al tennis, divenendo dirigente del Tennis Club Triestino.